# 宇宙加速膨脹

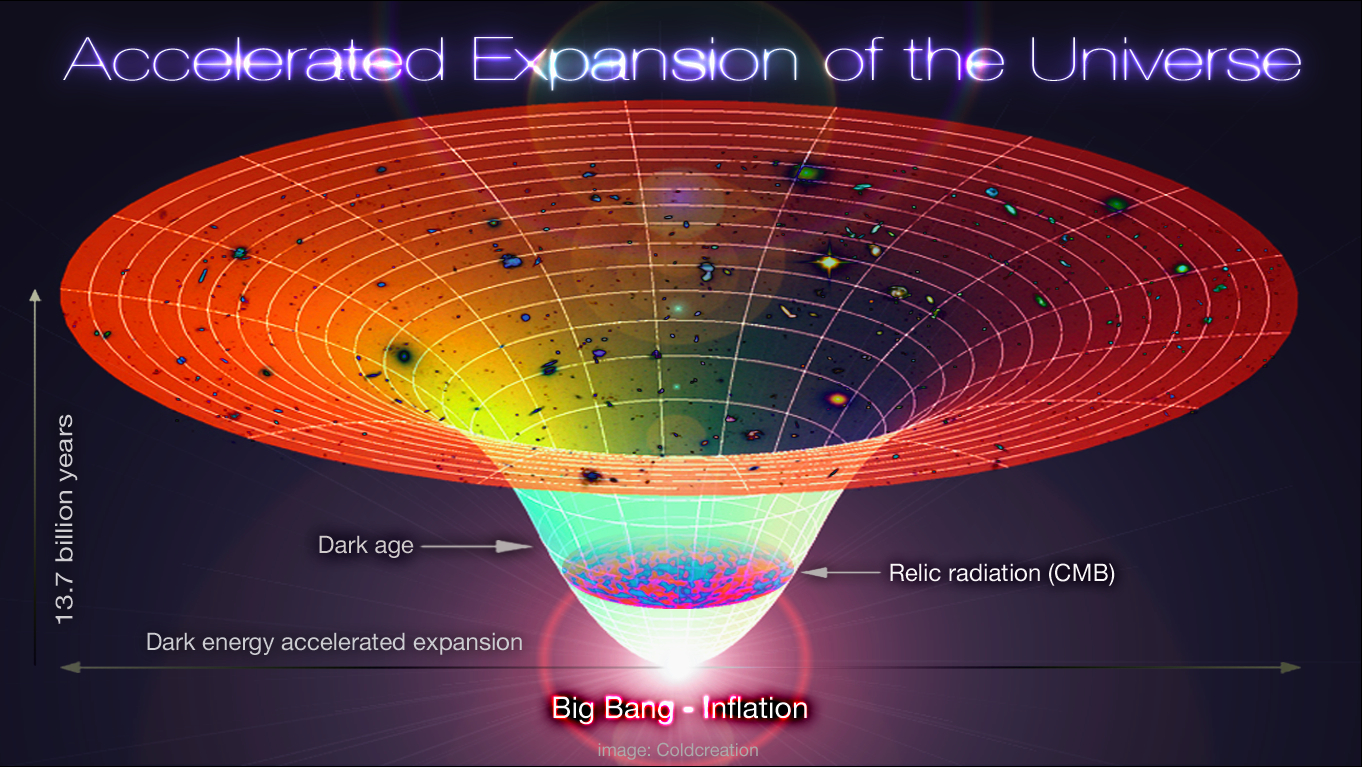
ΛCDM模型，加速擴張的宇宙。

宇宙加速膨脹（英語：Accelerating expansion of the universe）是宇宙的膨脹速度越來越快的現象。以天文學術語來說，就是宇宙標度因子{\displaystyle a(t)} 的二次導數是正值，這意味著星系遠離地球的速度，也就是哈勃定律裏所提到的退行速度，隨著時間演進，應該會持續地增快。於1998年觀測Ia超新星得到的數據，提示宇宙的膨脹速度正在加快。物理學者索尔·珀尔马特、布莱恩·施密特與亚当·里斯「透過觀測遙遠超新星而發現了宇宙加速膨脹」，因此，共同榮獲2006年邵逸夫天文學獎與2011年諾貝爾物理學獎。

## 證實
在過去數年中，從各方面獨立觀測得到的結果，證實了宇宙加速膨脹的正確性，這包括宇宙微波背景輻射、可觀測宇宙的大尺度結構、宇宙的年齡、對於超新星更精確的觀測量、星系團（galaxy cluster）的X射線性質。

## 密度減低
假若現在宇宙正在膨脹，則其密度必定也正在減低，因為物質與物質之間的空間正在加大。假若繼續加速膨脹，則最終除人類自己所處的室女座超星系團之外，所有其它星系團都會極端紅移、加速遠離，偵測它們會變得更加困難，遙遠的宇宙也會變得越加黑暗。

## 解釋模型
現在，天文學者已研究出很多解釋宇宙加速膨脹的模型，這包括某種形式的暗能量：宇宙常數、第五元素、暗流體（dark fluid）、幻能量（phantom energy）。暗能量具有負壓強，相當均勻地分佈於空間。這是暗能量所具有最重要的性質之一。

## 發散擴張
根據宇宙論假說大撕裂，幻能量會造成以指數函數增加的發散擴張，戰勝本域星系團的重力，將室女座超星系團徹底撕裂，然後會撕裂銀河系、太陽系、最後甚至小小原子。對於宇宙膨脹加速度的測量是決定宇宙的終極命運的關鍵。但是，這重要發現可能在短期內不會達成。

## 暗能量主控
隨著宇宙膨脹，暗物質的密度會比暗能量的密度減低更快。最終結果是暗能量會成為主控因素。更確切地說，假設宇宙體積加倍，則暗物質密度會減半，但暗能量密度大致保持不變（假若暗能量是宇宙常數，則暗能量會保持不變）。在宇宙常數模型裏，暗能量已經主控了物質的質能，而宇宙膨脹大約是時間的指數函數。根據這模型，在未來，膨脹的標度因子加倍時間（從 {\displaystyle a(t)} 變為 {\displaystyle 2a(t)} ）大約為114億年。

## 另見
- 宇宙年表
- 高红移超新星搜索队（High-z Supernova Search Team）
- 超新星宇宙學計畫（Supernova Cosmology Project）
- 空間的度規膨脹（Metric expansion of space）

## 外部連結
- 諾貝爾獎網頁列出的宇宙加速膨脹閱讀資料（页面存档备份，存于）。